# كريستيان مارتينيز بورخا
كريستيان مارتينيز بورخا (بالإسبانية: Cristian Borja) (1 يناير 1988 بكيبدو في كولومبيا - ) هو لاعب كرة قدم كولومبي في مركز الهجوم. لعب مع النجم الأحمر بلغراد وإنديبنديينتي سانتا في ونادي إنترناسيونال ونادي فلامنغو وتيبورونيس روخوس دي فيراكروز ولوبوس لجامعة بينيمريتا ‏ ونادي كاشياس دو سول ونادي موجي ميريم وGuaratinguetá Futebol ‏ وPatriotas Boyacá ‏.

## وصلات خارجية
- كريستيان مارتينيز بورخا على موقع قاعدة بيانات كرة القدم.إي يو (الإنجليزية)
- كريستيان مارتينيز بورخا على موقع Soccerway.com (الإنجليزية)
- كريستيان مارتينيز بورخا على موقع عالم كرة القدم.نت (الإنجليزية)
- كريستيان مارتينيز بورخا على موقع AS.com (الإسبانية)